# China Eastern Airlines
China Eastern Airlines er et flyselskab fra Kina. Selskabet har hub og hovedkontor på Shanghai Hongqiao Airport ved Shanghai. Selskabet blev etableret 25. juni 1988.
Den 16. april 2010 blev det offentliggjort af China Eastern Airlines var blev godkendt til at starte forberedelserne til optagelse i flyalliancen SkyTeam. 21. juni 2011 blev selskabet, sammen med datterselskabet Shanghai Airlines, officielt medlem af alliancen. Eastern blev dermed det fjortende og andet kinesiske medlem af SkyTeam, efter China Southern Airlines. I 2010 transporterede China Eastern Airlines 64.93 millioner passagerer, med en load factor på 78 %.
China Eastern Airlines fløj i november 2011 til over 110 destinationer i det meste af verden. Flyflåden bestod af 284 fly med en gennemsnitsalder på 7.4 år. Heraf var der 110 eksemplarer af Airbus A320-200 og 80 af typen Boeing 737. De største fly i flåden var 5 eksemplarer af Airbus A340-600 med plads til 322 passagerer.